# Podiceps juninensis
Podiceps juninensis ("nordlig silverdopping", officiellt svenskt trivialnamn saknas) är en fågel i familjen doppingar inom ordningen doppingfåglar.

## Utbredning och systematik
Arten förekommer från Colombia till nordvästra Argentina och norra Chile. Den betraktas allmänt som underart till silverdopping  (Podiceps occipitalis), men har getts artstatus av Birdlife International och IUCN.

## Status
IUCN kategoriserar den som nära hotad.